# Baja California
Pour les articles homonymes, voir Baja et California.

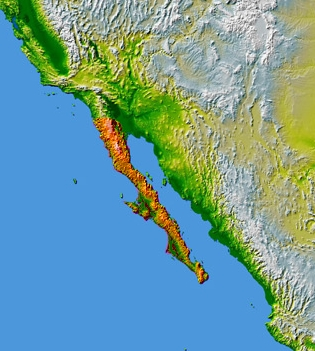
Image satellite de la péninsule de la Basse-Californie mexicaine.

La péninsule de Basse-Californie, ou Baja California, dans le nord-ouest du Mexique, rassemble plusieurs centaines de sites préhistoriques, situés dans la sierra de San Francisco, la sierra de San Juan, la sierra de San Borja et dans la sierra de Guadalupe. Certains sont des grottes ornées ou des abris sous roche, d'autres des gisements d'ossements fossiles de différentes époques. La région est très riche en œuvres d'art pariétal et rupestre.

## Paléolithique supérieur

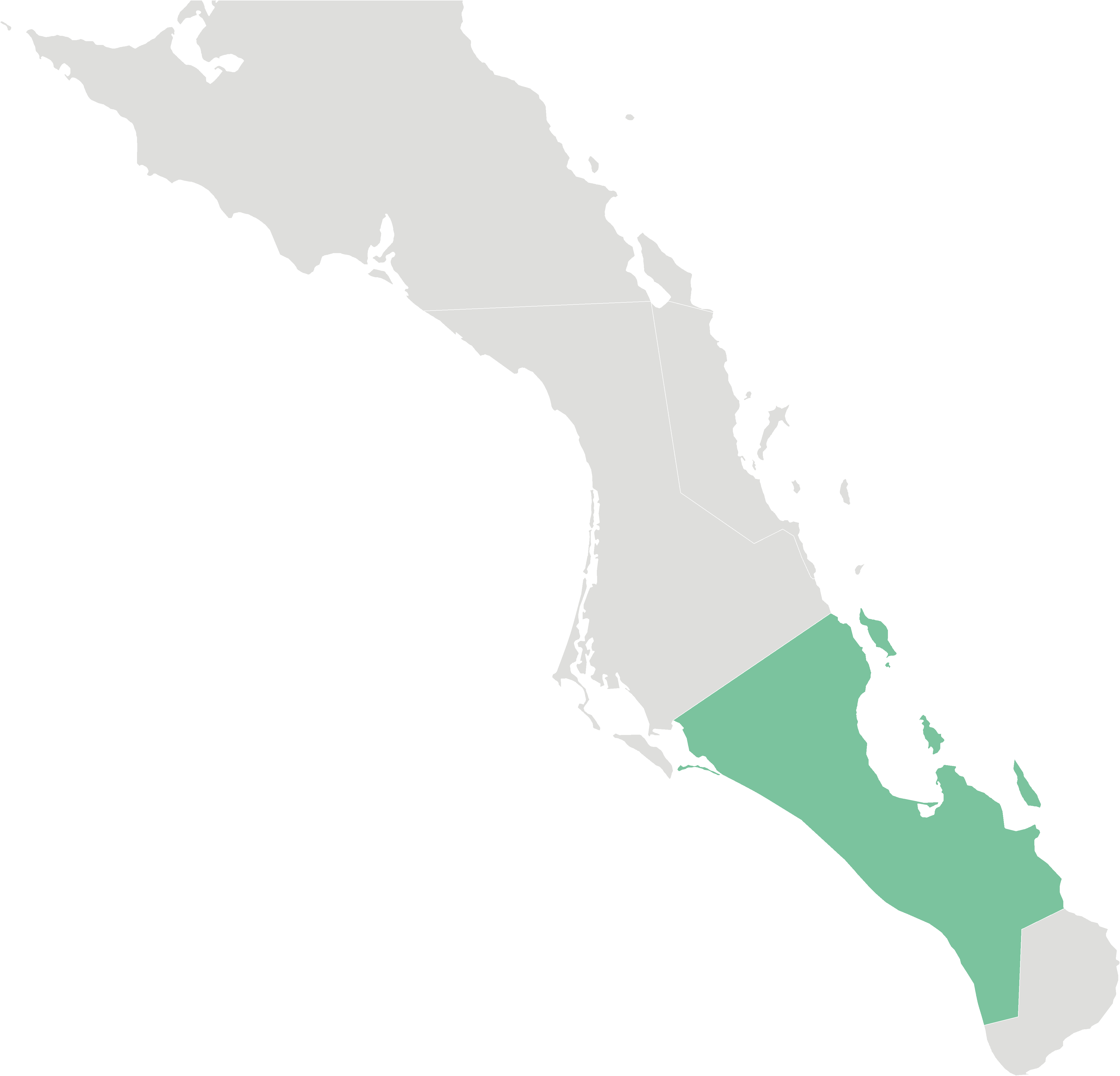
Zone archéologique de la caverne de Babisuri, district de La Paz - Baja California.

En 1991, l’archéologue japonaise Harumi Fujita, chercheuse à l’INAH, travailla sur des sites de Baja California, dans le district[Quoi ?] sud de La Paz. Elle donna à analyser plusieurs échantillons d’un site préhistorique, la caverne de Babisuri, situé sur l’ile d’Espíritu Santo, en Basse-Californie du Sud. Le laboratoire de l’INAH, au moyen de quatorze analyses au radiocarbone 14, data ces éléments de 40 000 ans.
De 1994 à 1996 les archéologues mirent au jour près de 150 sites préhistoriques sur l’ile d’Espíritu Santo (habitations dans des cavernes, sites en plein air, grottes mortuaires, sites pictographiques, etc.). En 2003, Stefan Lovgen, du National Geographic, émis l’hypothèse que des populations paléoaméricaines seraient arrivées en Amérique bien avant la vague migratoire des peuples amérindiens.
Cette population paléoaméricaine pourrait inclure la Femme de Peñón découverte dans la vallée de Mexico, près d'une ancienne lagune et dont le squelette, daté de 13 000 ans, comporte un crâne dolichocéphale.

## Art pariétal et rupestre
Depuis le début des années 1990, des spécialistes, sous la conduite de l'archéologue María de la Luz Gutiérrez, de l'Institut National d'Anthropologie et d'Histoire du Mexique (INAH) et sous l'égide de l'INAH et du Conseil national de la science et de la technologie (CONACYT) mexicains, étudient les peintures rupestres de Baja California. Des centaines de représentations ont déjà été répertoriées. Les peintures représentent des humains mais également toute une faune telle que cerfs communs, moutons des montagnes, lapins, oiseaux et poissons. Certains animaux et même des humains sont représentés traversés par des flèches. Les couleurs de base employées sont le noir (charbon de bois), le blanc (cendre volcanique), le rouge (lave écrasée) et parfois même de l'ocre (mélange de rouge-orange-jaune).
Du fait de leur très bon état de conservation, les archéologues estimaient l'âge des peintures à moins de 4 000 ans. Or en 2002, le géologue australien Alan Watchman, mondialement reconnu[réf. souhaitée] en matière de datation de l'art rupestre, leur communique les résultats qu'il vient d'obtenir sur les échantillons prélevés dans la sierra de Guadalupe. Les premières datations les étonnent, car plusieurs d’entre elles atteignent 7 000 ans. D’autres analyses ultérieures de datation, plus d’une soixantaine en tout, vont révéler des dates allant jusqu’à 9 000 ans. « Cet art, réalisé par des tribus de chasseurs-cueilleurs et tailleurs de pierre, se caractérise tout d'abord par une concentration exceptionnelle de sites ornés, et un très grand nombre de peintures », explique María de la Luz Gutiérrez. Pour le seul massif de la sierra de Guadalupe, plus de 700 sites de peintures ont été répertoriés et étudiés dans le cadre du projet de l'INAH, la plupart du temps réalisées sur de grandes parois situées au pied de falaises, ou dans des abris sous roche.
En 1992 Justin Hyland, du Département d'Anthropologie de l'Université de Berkeley en Californie, et sa collègue, María de la Luz Gutiérrez de l’INAH, entreprennent un travail sur le terrain dans la Sierra de San Francisco. Leur projet, appelé : "Proyecto Arte Rupestre Baja California Sur", est un programme de recherche et de conservation et constitue un des douze projets spéciaux d'archéologie inauguré par le Président Carlos Salinas de Gortari. C'est le plus grand projet d'archéologie jamais organisé en Basse-Californie et un des plus grands projets archéologiques de tout le Mexique.

Patrimoine mondial de l'UNESCO.

En décembre 1993, face à l’importance exceptionnelle des découvertes archéologiques et à l’excellente conservation des œuvres pariétales millénaires, l'UNESCO décida de classer au Patrimoine mondial de l'Humanité, tout le legs culturel préhistorique de la Sierra de San Francisco.
On évalue à près de 100 000 le nombre de représentations picturales dans l’ensemble de la Basse Californie. La plupart d’entre elles, étant dans un excellent état de conservation tout à fait exceptionnel malgré leur grand âge de près de 10 000 ans pour les plus anciennes.
Les colons espagnols furent les premiers à s'intéresser à la richesse picturale de la région dès le XVIIIe siècle. Les premières explorations scientifiques furent entreprises dès 1893 et en 1895 par l'explorateur français Léon Diguet. Il étudia huit emplacements d'arts pariétaux situés en Basse Californie et publia ses recherches dans plusieurs articles d'anthropologie en 1899. Il prit par ailleurs de nombreux clichés photographiques entre 1893 et 1900, qu'il regroupa  dans un recueil, réédité en 1991.
Jean Clottes, Conservateur général du Patrimoine (honoraire) et spécialiste mondial de l'Art rupestre, auteur d’ouvrages spécialisés dans l’art au temps préhistorique, témoigne de la beauté de cet art rupestre millénaire : « J'ai voulu partager mes expériences, mes surprises, mes émotions et mes enthousiasmes dans des domaines aussi différents que les fouilles dans les grottes profondes de l'Ariège, des journées exceptionnelles passées à Lascaux, ou les voyages dans des pays proches (Espagne) ou lointains (Niger, Australie, Baja California au Mexique) à la difficile découverte d'arts rupestres souvent méconnus et pourtant d'une qualité comparable à ceux des cavernes françaises et espagnoles. »

## Les Pericú et leurs ancêtres

Localisation de l'habitat Péricues dans le sud de la péninsule de la Basse-Californie mexicaine.

Les Pericúes sont un groupe ethnique disparu qui a habité à l'extrémité sud de la péninsule de la Californie mexicaine. Ce peuple s'est éteint ethniquement et linguistiquement à la fin du  XVIIIe siècle. Selon l'analyse crâniologique, leurs crânes sont de type dolichocéphale, c’est-à-dire non mongoloïde, mais australoïde ou europoïde. L'analyse de l'ADN révèle un marqueur haplotype "B" qui confirmerait l'hypothèse d'une migration par circumnavigation ou circambulation terrestre autour de l'océan Pacifique.

### Territoire
Le territoire ethnique des Péricues comprenait la pointe sud de la péninsule californienne, depuis l'Extrémité de San Lucas jusqu'à l'Extrémité de Pulmo, ainsi que les grandes îles du sud du golfe de Californie, comme Cerralvo, Espíritu Santo ou San José.

### Langue
Les études sur la langue péricue sont très limitées car il n'en subsiste que quelques mots enregistrés par les missionnaires, plus environ une douzaine de toponymes du Sud de la Basse Californie. Les missionnaires jésuites ont reconnu que cet idiome était une langue différente des autres langues amérindiennes. On suppose que le péricue et le guaicura (langue voisine) ont dû constituer une famille linguistique à part.

### Histoire précolombienne
Le territoire des Péricues fut occupé depuis la fin du Pléistocène et pendant l'Holocène. La présence humaine dans la péninsule de Baja California remonte à quelques dizaines de milliers d'années. Les sites préhistoriques de Baja California, riches en peintures pariétales, ont livré des ossements humains paléoaméricains dont les crânes ont révélé une origine mélanésienne. La mise au jour, en 1996, de nombreux outils (artefacts, bois brûlés, coquillages travaillés) sur le site de la caverne de Babisuri en Basse-Californie a permis d'y dater d'au moins 40 000 ans la présence humaine.
Plusieurs dizaines de squelettes datés de 13 000 à 15 000 ans ont par la suite été découverts par plusieurs équipes d'archéologues mexicains, américains, britanniques, espagnols et japonais, dans la même région mexicaine de Baja California. Des spécialistes internationaux (R. Gonzalès-José et M. Hernandez de l’université de Barcelone, A. Gonzales-Martin de l’Académie d’Histoire et d’Anthropologie de Pachuca, Mexique, H. Pucciarelli et M. Sardi du département scientifique d’Anthropologie du musée de La Plata, Argentine, A. Rosales de l’Institut National d’Anthropologie et d’Histoire du centre INAH Baja California, Mexique, et S. Van der Molen de l’Université Autonome de Barcelone) ont longuement étudié les crânes de  plusieurs dizaines de squelettes. Les analyses craniométriques ont permis de connaître l’origine de ces paléoaméricains. Les squelettes Péricues, mis au jour, présentent des crânes hyper-dolichocéphaliques suggérant que les ancêtres des Péricues étaient peut-être de type australoïde ou de type aïnou et vinrent par migrations trans-pacifiques à partir de la dernière période du Pléistocène.

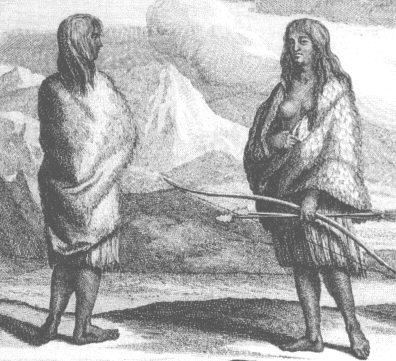
Femmes péricues, fusain de George Shelvocke, marin anglais, 1726.

### Histoire postérieure à la Conquête espagnole
Les premiers contacts entre Européens et Péricues remontent à 1530 environ, quand Fortún Ximénez et une expédition envoyée par Hernán Cortès ont atteint la Basse Californie. Par la suite, des rencontres sporadiques, quelquefois amicales et d'autres fois hostiles, se sont produites entre des explorateurs, des missionnaires ou des  marins et ce peuple aux caractéristiques bien différentes de celles des tribus amérindiennes habituellement rencontrées dans tous ces nouveaux et vastes territoires, aussi bien sur le plan physique (physionomie) que culturel (céramiques). Les conflits et les épidémies décimeront ce peuple millénaire. L'explorateur français Léon Diguet prit quelques clichés photographiques de quelques rares survivants, descendants des Guaycuras, peuples voisins des Péricues, aux caractéristiques métissées amérindiennes et péricues.
Les jésuites établirent leur première mission permanente à Conchó durant l'année 1697, mais mirent plus de deux décennies à pénétrer à l'extrême Sud de la péninsule. Des missions destinées aux Pericúes furent finalement établies à Airapí (1720), Añiñí (1724), et Añuití (1730).

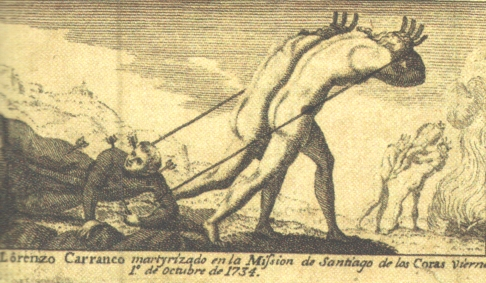
Martyre de Lorenzo Carranco le 1 octobre 1734.

Un évènement dramatique pour les jésuites survint en 1734, quand commença un conflit avec les Pericúes, qui se transforma en l'un des plus grands défis pour les missionnaires en Californie. Deux d'entre eux furent assassinés—Lorenzo Carranco à Santiago Añiñí, le 1er octobre 1734, et deux jours plus tard, Nicolás Tamaral à San José de Añuití. Pendant deux ans, la région échappa au contrôle jésuite. Mais ce sont les Pericúes qui souffrirent le plus, du fait des décès provoqués par les combats contre les Espagnols et les effets des épidémies apportées d'Europe par les conquérants. À cette époque, la Couronne d'Espagne vint en aide aux Jésuites et chassa ce qui restait de survivants péricues (1768). Ces derniers furent assimilés culturellement, mais leurs gènes survivent dans la population métisse du Sud de la Basse-Californie.

### Ouvrages anciens
- Clavijero Francisco Javier, Historia de la Antigua o Baja California, Juan Navarro, Mexico, 1789
- Diguet Léon, Note sur la pictographie de la Basse-Californie, L'Anthropologie 6 (1895), p. 160-75; "Rapport sur une mission scientifique dans la Basse-Californie", p. 1-53 in Nouvelles Archives des Missions Scientifiques 9, Paris, Imprimerie Nationale, 1899
- Léon Diguet, Fotografías del Nayar y de California, 1893-1900, Ed. CEMCA INI 1991, Barcelona, 108 p., code  (ISBN 968-2937-23-X), format 22 × 22